# Nesostenodontus bakeri
Nesostenodontus bakeri är en stekelart som beskrevs av Joseph Augustine Cushman 1922. Nesostenodontus bakeri ingår i släktet Nesostenodontus och familjen brokparasitsteklar. Inga underarter finns listade i Catalogue of Life.